# I'm Wide Awake, It's Morning
I'm Wide Awake, It's Morning è il sesto album dei Bright Eyes, pubblicato nel 2005. L'album è stato pubblicato lo stesso giorno di Digital Ash in a Digital Urn.
La prima canzone dell'album, At the Bottom of Everything, è una aspra critica agli ideali statunitensi. Si apre con un piccolo monologo di Oberst che racconta una storia riguardante una ragazza in un aereo che precipita e il video che la accompagna, che si avvale della partecipazione di Evan Rachel Wood e Terence Stamp, ripercorre esattamente tale storia.
Quest'album è stato il primo in cui Mike Mogis e Nate Walcott sono diventati membri fissi della band.

## Tracce
1. At the Bottom of Everything – 4:32
2. We Are Nowhere and It's Now – 4:11
3. Old Soul Song (For the New World Order) – 4:29
4. Lua – 4:30
5. Train Under Water – 6:06
6. First Day of My Life – 3:08
7. Another Travelin' Song – 4:15
8. Landlocked Blues – 5:46
9. Poison Oak – 4:38
10. Road to Joy – 3:53

## Formazione
- Conor Oberst - chitarra, voce
- Mike Mogis - mandolino, chitarra a 12 corde
- Nate Walcott - tromba

### Altri musicisti
- Nick White - pianoforte, organo, piano Rhodes, vibrafono
- Jesse Harris - chitarra
- Tim Luntzel - basso
- Jason Boesel - batteria
- Matt Maginn - basso
- Clark Baechle - batteria
- Emmylou Harris - voce
- Alex McManus - chitarra
- Maria Taylor - voce
- Jake Bellows - armonica, voce
- Jim James - voce
- Andy LeMaster - voce